# Центробежно-ударная дробилка
Центробе́жно-уда́рная дроби́лка — оборудование (разновидность дробилки), предназначенное для мелкого дробления рудных и нерудных материалов любой крепости и прочности путём их удара о неподвижную массивную преграду. Относится к дробилкам мелкого дробления, принимающим материал исходной крупностью до 180 мм. Крупность готового определяется характеристиками материала (прочностью, трещиноватостью) и скоростью соударения кусков материала (скоростью вылета кусков из ускорителя).

## Применение
- грануляция горной массы
- дробление полезных ископаемых
- измельчение породы
- производство песка

Центробежно-ударная дробилка подходит для дробления невзрывоопасных твёрдых материалов высокой прочности, в том числе: гранитов, габбро, базальтов, металлосодержащего шлака. Применение для дробления вязко-упругих материалов невозможно (есть выраженная пластическая деформация, но нет разрушения).
Основное применение дробилок связано с переработкой горной массы в щебень или руды для рудоподготовки обогатительных фабрик. На центробежно-ударных дробилках получают продукт (щебень) с низким содержанием лещадных зерен (до 10 %) преимущественно кубовидной формы, так как дробилки используют принцип «свободного удара» (удара «камень о камень»). Также дробилки этого типа применяются для дробления абразивных материалов и прочных материалов: стекла, кварцита, шлаков, клинкера, некоторых ферросплавов.
Другая важная сфера применения центробежно-ударных дробилок — это рудоподготовка, при которой сухое дробление по принципу «камень о камень» дает на ряде руд существенно лучшее раскрытие зерен минералов из породы, то есть позволяет построить более эффективную технологию обогащения, чем при традиционном дроблении раздавливанием.
В регионах, где затруднена добыча или нет пригодного песка, центробежно-ударные дробилки позволяют нарастить его количество. При этом дробление идёт об отбойное кольцо и с повышенными оборотами.

## Принцип действия
Принцип действия центробежно-ударной дробилки основывается на разгоне в поле действия центробежных сил кусков материала в ускорителе и их вылете в камеру измельчения с большой скоростью, существенно превышающей критическую скорость разрушения материала, где происходит удар разогнанных кусков о куски материала в карманах камеры измельчения, образующих футеровку дробилки. При ударе «камень о камень» или «свободном ударе» происходит разрушение кусков на более мелкие исходя из плоскостей спайности минералов, границ срастания минералов в породе и внутренних трещин. Получающиеся зерна имеют форму, близкую к форме кристаллов, и практически лишены внутренних трещин, то есть их прочность на сжатие возрастает по отношению к прочности исходных кусков.

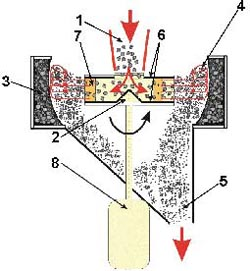
Рис. 1. Принципиальная схема

На схеме показан принцип работы . Материал подается сверху конвейером в загрузочное отверстие  1 (рис. 1), откуда падает в ускоритель 2. Падение кусков материала на конус ускорителя переводит куски в горизонтальное движение. Ускоритель вращается двигателем 8 и создает центробежную силу, действующую на куски материала, которые пройдя по каналам ускорителя вылетают в камеру измельчения. По периферии камеры измельчения сделаны рудные карманы 3, в которых залегают куски этого же материала, но меньших размеров, они создают постель самофутеровки, в которую ударяются куски дробимого материала 4, вылетевшие из ускорителя. Происходит соударение «камней» и их разрушение. Дроблённый материал 5 под действием силы тяжести падает вниз и выгружается. Для обеспечения достаточного ресурса ускорителя 2 его каналы защищаются быстроизнашиваемыми элементами, которые можно заменять по мере износа: подкладные листы 6 (верхние и нижние), конус, лопатки 7. Лопатки вместе с внутренними стенками канала создают карманы футеровки в самом ускорителе, что также снижает износ и повышает ресурс.

### Рабочие элементы
1. Питающий патрубок для подачи материала,
2. ускоритель для разгона кусков материала,
3. карманы самофутеровки для залегания материала,
4. процесс дробления разогнанного материала о материал в карманах самофутеровки,
5. разгрузка дробленного материала,
6. быстроизнашиваемые элементы защиты ускорителя,
7. концевая лопатка,
8. электродвигатель.

### Ускоритель

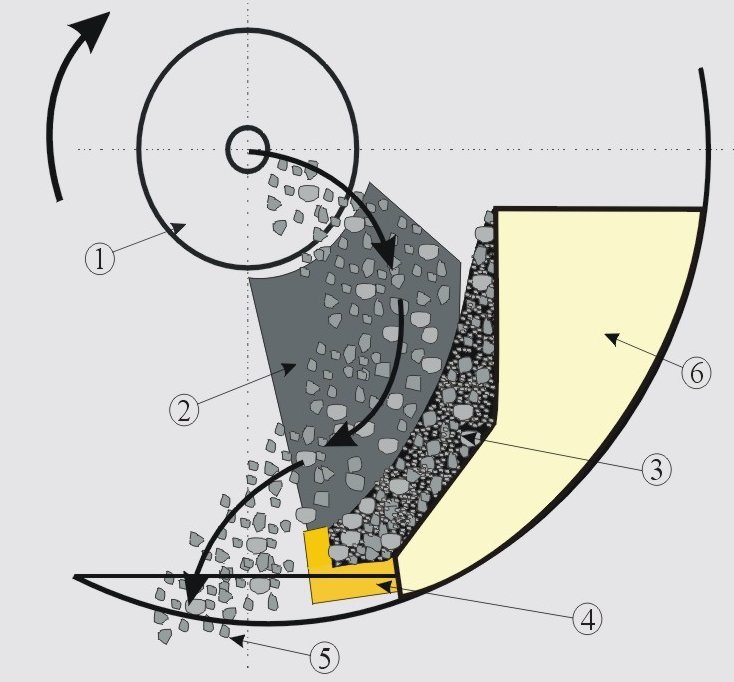
Рис. 2. Принципиальная схема ускорителя центробежно-ударной дробилки

На рис. 2 показана схема работы ускорителя (вид сверху, без крышки ускорителя). Материал подается во вращающийся ускоритель по центру и падает на конус 1, с которого отлетает в горизонтальном направлении в каналы ускорителя (условно показан только один канал). Чтобы не было износа верхней и нижней плоскостей ускорителя используются подкладные листы 2. Куски материала футеруют карман самофутеровки 3, образованный корпусом ускорителя 6 (пустотелый) и лопаткой 4. Движение материала по материалу, лежащему в кармане, существенно сокращает износ. Разогнанный материал 5 вылетает в камеру измельчения.

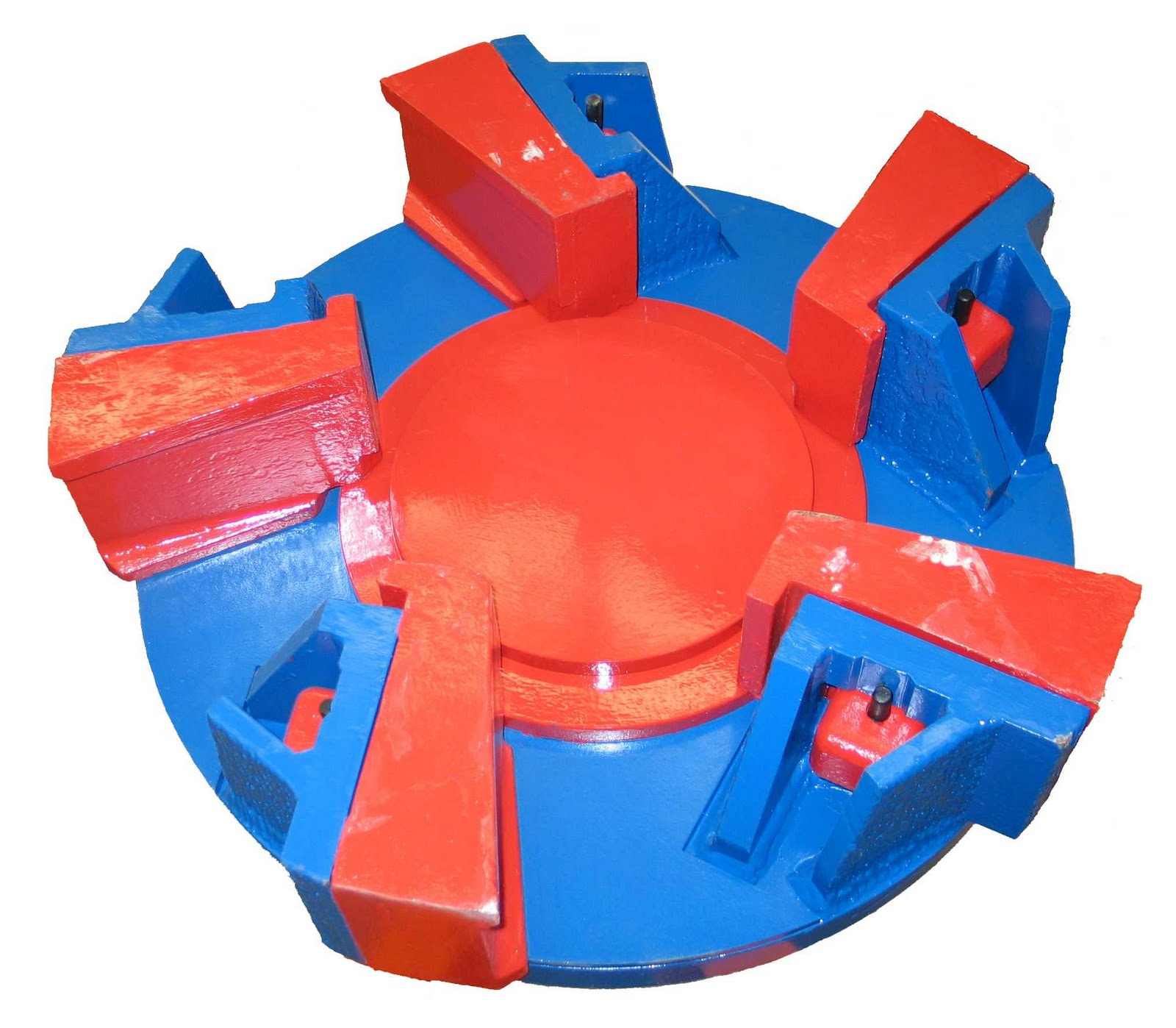
Рис. 3. Открытый ротор

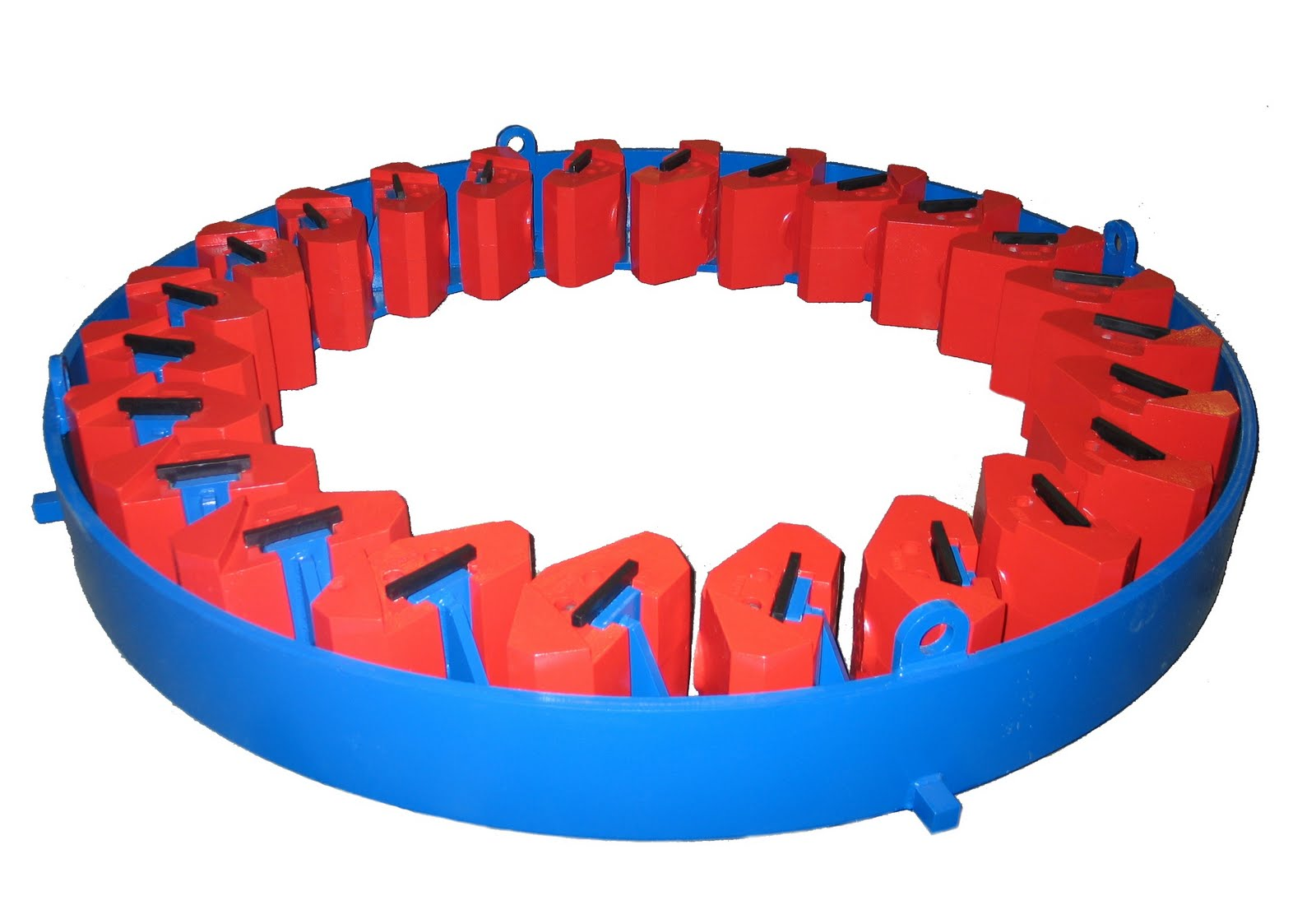
Рис. 4. Отбойное кольцо

На рис. 3 продемонстрирован открытый ротор или стол. В отличие от ускорителя или закрытого ротора/стола, он может принять значительно больший по размеру кусок, до 150 мм, но из-за прямого воздействия материала на разгонные элементы он используется только на мягких материалах. Так как материалы дробятся мягкие, то с такими ускорителями используют отбойные кольца, а не карманы самофутеровки, см. рис 4.

## Особенности работы
- В отличие от других дробилок, в которых имеет место регулирование крупности дроблённого материала за счёт ширины разгрузочной щели или колосников, данный тип не имеет контроля за крупностью готового, поэтому при организации работы требуется применение внешнего классифицирующего оборудования (грохота) и обеспечения соответствующих материалопотоков. Надрешётный продукт с грохота (крупнее требуемого размера) должен возвращаться на додрабливание.
- Высокая частота вращения ускорителя, большие ударные нагрузки и дисбаланс ускорителя требуют применения дорогостоящей опорной конструкции на подшипниках качения и ограничения крупности питания (иностранные дробилки). Отечественные дробилки лишены этих ограничений из-за применения существенно более дешёвого и необслуживаемого воздушного подшипника (воздушный подвес).
- За счет использования самофутерующихся карманов в ускорителе и камере измельчения возможна работа на прочных и абразивных материалах с сохранением низкого удельного намола железа, но износ рабочих поверхностей и быстроизнашиваемых элементов ускорителя требует проведения плановых работ по замене ускорителя раз в неделю-месяц (остановка работы дробилки на 1-1.5 часа, далее восстановление ускорителя производится независимо от работы дробилки слесарем и сварщиком). Периодичность замены зависит от дробимого материала, крупности исходного и готового и производительности.
- «Свободный удар» позволяет:
  - проводить дробление с низким выходом зёрен игловатой и лещадной формы (не выше 10 % по массе) с эффектом повышения прочности зерен (за счет разрушения слабых кусков), но с повышенным выходом отсева 0-5 мм в сравнении с другими дробилками (на 5-10 % по массе);
  - проводить селективное дробление руды с извлечением зёрен целевого материала уже при дроблении (за счёт разных прочностных характеристик минералов дробимой массы).

## Характеристики
- производительность — до 500 т/ч
- линейная скорость ускорителя — от 25м/с до 100 м/с
- диаметр ускорителя — от 700мм до 2500 мм
- крупность кусков исходного материала — от 5мм до 180 мм

## Классификация
- центробежно-ударные дробилки на подшипниковой опоре
- центробежно-ударные дробилки на воздушной опоре